# ミシェル・ロドリゲス
ミシェル・ロドリゲス（Michelle Rodriguez, 1978年7月12日 - ）は、アメリカ合衆国テキサス州出身の女優。

## 来歴
父親はプエルトリコ系、母親はドミニカ共和国人。
エキストラとして数本の映画に出演した後、350人の中から『ガールファイト』の主演に選ばれ、ボクシングに情熱を傾ける男勝りの主人公を演じて注目された。

## 私生活

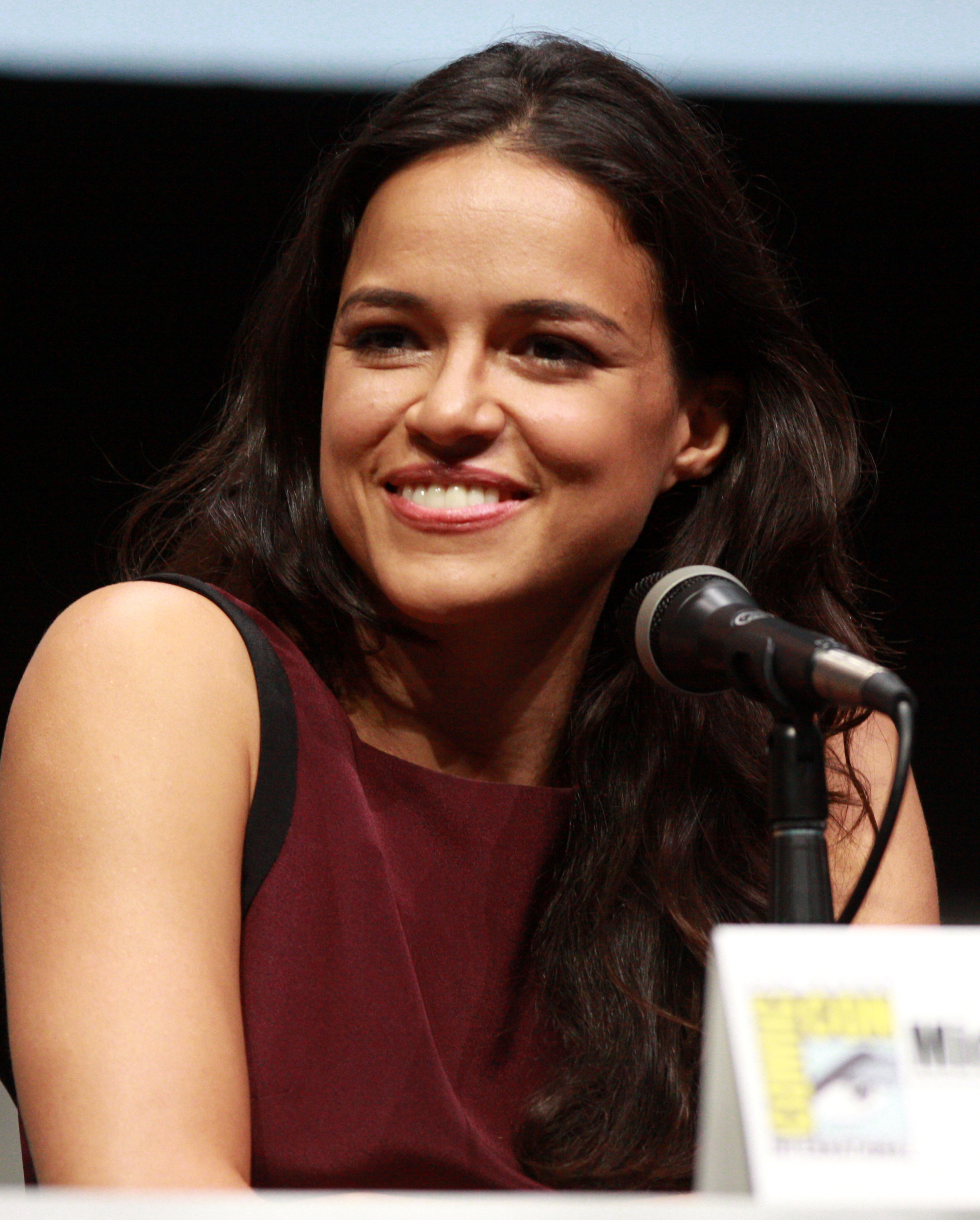
2013年、サンディエゴ・コミコンでのロドリゲス

一時、クリスタナ・ローケン（彼女はバイセクシャルである）との交際が噂されていたが、ロドリゲス本人はローケンは友人という間柄であると述べた。
クラスメイトへの暴力事件やスピード違反、飲酒運転などのトラブルをたびたび起こしている。『LOST』の撮影で滞在していたハワイで飲酒運転と保護観察違反で逮捕され、ロサンゼルス郊外の刑務所に60日間の禁固刑が言い渡された。2006年6月から収監予定だったが、刑務所が人員オーバーだったため、同日中にわずか2時間で出所した。
2010年8月、「シーシェパードは南極海で努力して、クジラの命を守ろうとしている。私は、船に乗船して、そのメンバーの1人になる」との名目で同団体にかかわることを表明した。
2013年10月、『Entertainment Weekly』誌のインタビューにて、バイセクシャルであることを明かした。

## 出演作品

### 映画
| 年   | 邦題 原題                                                                                  | 役名                             | 備考                      | 吹き替え                                                                     |
| ---- | ------------------------------------------------------------------------------------------ | -------------------------------- | ------------------------- | ---------------------------------------------------------------------------- |
| 2000 | ガールファイト Girlfight                                                                   | ディアナ・ガスマン               |                           |                                                                              |
| 2001 | ワイルド・スピード The Fast and the Furious                                                | レティシア・“レティ”・オルティス |                           | 喜田あゆ美（ソフト版） 高山みなみ（テレビ朝日版） 甲斐田裕子（ザ・シネマ版） |
| 2001 | ヴァニシング・チェイス 3 A.M.                                                              | サルガド                         |                           |                                                                              |
| 2002 | バイオハザード Resident Evil                                                               | レイン・オカンポ                 |                           | 朴璐美（ソフト版） 高山みなみ（テレビ朝日版）                                |
| 2002 | ブルークラッシュ Blue Crush                                                                | エデン                           |                           | 皆川純子                                                                     |
| 2003 | S.W.A.T.                                                                                   | クリス・サンチェス               |                           | 朴璐美（ソフト版） 安藤麻吹（日本テレビ版）                                  |
| 2004 | コントロール Control                                                                       | テレサ                           |                           | 笹森亜希                                                                     |
| 2005 | ブラッドレイン BloodRayne                                                                  | カタリン                         |                           | 北西純子                                                                     |
| 2006 | ファイナル・デッド The Breed                                                               | ニッキー                         |                           | 杉本ゆう                                                                     |
| 2007 | バトル・イン・シアトル Battle in Seattle                                                   | ルー                             |                           | 石川綾乃                                                                     |
| 2009 | ワイルド・スピード MAX Fast & Furious                                                      | レティシア・“レティ”・オルティス |                           | 甲斐田裕子（劇場公開版） 本田貴子（テレビ朝日版）                            |
| 2009 | アバター Avatar                                                                            | トゥルーディ・チャコン           |                           | 杉本ゆう                                                                     |
| 2010 | マチェーテ Machete                                                                         | ラズ                             |                           | 朴璐美                                                                       |
| 2011 | 世界侵略: ロサンゼルス決戦 Battle: Los Angeles                                             | エレナ・サントス                 |                           | 朴璐美                                                                       |
| 2011 | ワイルド・スピード MEGA MAX Fast Five                                                      | レティシア・“レティ”・オルティス | カメオ出演（写真のみ）    | N/A                                                                          |
| 2012 | バイオハザードV リトリビューション Resident Evil: Retribution                              | レイン・オカンポ                 |                           | 朴璐美（劇場公開版） 高山みなみ（テレビ朝日版）                              |
| 2013 | ワイルド・スピード EURO MISSION Fast & Furious 6                                           | レティシア・“レティ”・オルティス |                           | 甲斐田裕子                                                                   |
| 2013 | マチェーテ・キルズ Machete Kills                                                           | ラズ                             |                           | 朴璐美                                                                       |
| 2013 | ターボ Turbo                                                                               | パズ                             | 声の出演                  | 本田貴子                                                                     |
| 2015 | ワイルド・スピード SKY MISSION Furious 7                                                   | レティシア・“レティ”・オルティス |                           | 甲斐田裕子                                                                   |
| 2016 | レディ・ガイ The Assignment                                                                | フランク・キッチン               |                           | 朴璐美                                                                       |
| 2017 | スマーフ スマーフェットと秘密の大冒険 Smurfs: The Lost Village                             | スマーフ・ストーム               | 声の出演                  | 寿美菜子                                                                     |
| 2017 | ワイルド・スピード ICE BREAK The Fate of the Furious                                       | レティシア・“レティ”・オルティス |                           | 甲斐田裕子                                                                   |
| 2018 | ロスト・マネー 偽りの報酬 Widows                                                           | リンダ                           |                           | 橘U子                                                                        |
| 2019 | アリータ: バトル・エンジェル Alita: Battle Angel                                           | ゲルダ                           |                           | 本田貴子                                                                     |
| 2020 | スタントウーマン ハリウッドの知られざるヒーローたち Stuntwomen: The Untold Hollywood Story | 本人                             | 兼製作総指揮 ナレーション |                                                                              |
| 2021 | ワイルド・スピード/ジェットブレイク Fast & Furious 9                                       | レティ・オルティス               |                           | 甲斐田裕子                                                                   |
| 2023 | ダンジョンズ&ドラゴンズ/アウトローたちの誇り Dungeons & Dragons                            | ホルガ                           |                           | 甲斐田裕子                                                                   |
| 2023 | ワイルド・スピード/ファイヤーブースト Fast X                                               | レティ・オルティス               |                           | 甲斐田裕子                                                                   |
| TBA  | Fast X Part 2                                                                              | レティ・オルティス               |                           | 甲斐田裕子                                                                   |

### テレビ
| 年                  | 邦題 原題       | 役名                 | 備考           | 吹き替え |
| ------------------- | --------------- | -------------------- | -------------- | -------- |
| 2005                | パンクト Punk'd | 本人                 | 計1話出演      |          |
| 2005-2006           | IGPX            | リズ・リカーロ       | 計26話英語吹替 | 渡辺明乃 |
| 2005-2006 2009-2010 | LOST Lost       | アナルシア・コルテス | 計22話出演     | 杉本ゆう |

### ゲーム
| 年   | 邦題 原題                                                         | 役名                   |
| ---- | ----------------------------------------------------------------- | ---------------------- |
| 2003 | トゥルー・クライム：STREETS OF LA True Crime: Streets of LA       | ロージー・ヴェラスコ   |
| 2003 | DRIV3R Driv3r                                                     | カリータ               |
| 2004 | Halo 2                                                            | 海兵隊員               |
| 2009 | アバター THE GAME James Cameron's Avatar: The Game                | トゥルーディ・チャコン |
| 2012 | コール オブ デューティ ブラックオプス2 Call of Duty: Black Ops ll | ストライクフォース兵士 |
| 2015 | バトルフィールド ハードライン Battlefield Hardline                | 女性S.W.A.T.隊員       |

## 日本語吹き替え
主に担当しているのは、以下の人物である。
朴璐美
『バイオハザード』（ソフト版）で初担当。以降、大半の作品を担当しており、ロドリゲスの吹替声優として定着している。
甲斐田裕子
『ワイルド・スピードシリーズ』（劇場公開版）のレティ・オルティス役と『ダンジョンズ&ドラゴンズ/アウトローたちの誇り』のホルガ役を担当。
杉本ゆう
『LOST』のアナルシア・コルテス役などの代表作を担当。
このほかにも、高山みなみ、本田貴子なども複数回、声を当てている。

## 参照
1. ↑  “Michelle Rodriguez Biography (1978-)”.   Film Reference. 2007年12月25日閲覧。
2. ↑  Curve:Kristanna Loken Headline Archived 2006年5月6日, at the Wayback Machine.より。
3. ↑  "Girlfight" Star Busted for Girl Fight E! 2002-03-20
4. ↑  Rodriguez: Way 2 Fast 2 Furious E!  Archived 2007年10月13日, at the Wayback Machine.
5. ↑  Michelle Rodriguez Gets 60 Days in Jail", 2006-05-22.
6. ↑  アバター女優、シー・シェパードの捕鯨妨害に参加へ「アクション楽しみ」
7. ↑  アバター女優、シー・シェパードの捕鯨妨害に参加へ「アクション楽しみ」
8. ↑  「LOST」「ワイルド・スピード」女優ミシェル・ロドリゲス、バイセクシャルをカミングアウト
9. ↑  “朴璐美のプロフィール・画像・写真”. WEBザテレビジョン. 2024年9月3日閲覧。
10. ↑  “山寺宏一、平野綾など…10人のプロフェッショナルが熱演！「10人の泥棒たち」豪華過ぎる声優陣の吹替決定”. Kstyle (2013年5月16日). 2024年9月3日閲覧。
11. ↑  “帝国劇場 舞台『キングダム』”. www.tohostage.com. 2024年9月3日閲覧。